# یخچال میاژ
یخچال میاژ (به ایتالیایی: Ghiacciaio del Miage) یک یخچال طبیعی در ایتالیا است که در کورمایر واقع شده‌است.